# Polypedilum stictopterus
Polypedilum stictopterus är en tvåvingeart som först beskrevs av Jean-Jacques Kieffer 1921.  Polypedilum stictopterus ingår i släktet Polypedilum och familjen fjädermyggor.
Artens utbredningsområde är Filippinerna. Inga underarter finns listade i Catalogue of Life.